# Động đất Cinchona 2009
Động đất Cinchona 2009 là trận động đất xảy ra vào lúc 13:21 (theo giờ địa phương), ngày 8 tháng 1 năm 2009.

 Trận động đất có cường độ 6,1 Mw, tâm chấn độ sâu khoảng 12,5 km. Hậu quả trận động đất làm 34 người chết, 91 người bị thương.